# 蘭巴赫河
50°59′48″N 7°30′02″E / 50.9965972°N 7.5004361°E

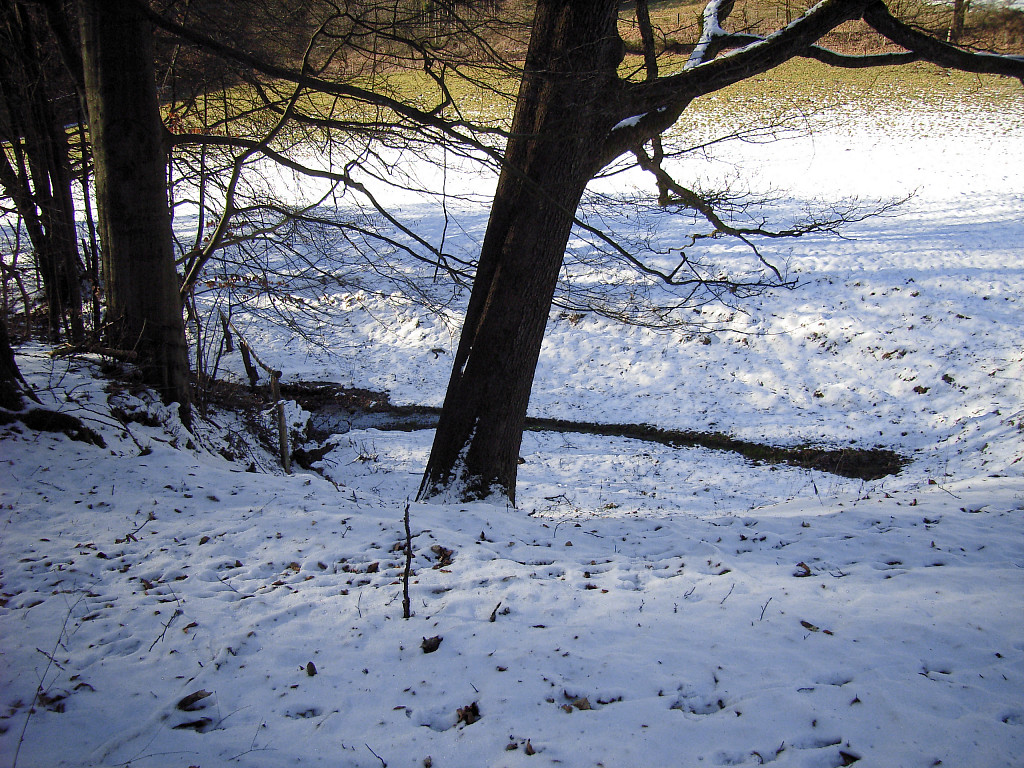

蘭巴赫河（德語：Lambach），是德國的河流，位於該國西部，處於北萊茵-威斯特法倫州，屬於洛珀巴赫河的右支流，河道全長6.2公里，流域面積7.3平方公里。